# لويز مونوت
لويز مونوت (بالفرنسية: Louise Monot)‏ هي عارضة وممثلة فرنسية، ولدت في 30 ديسمبر 1981 بباريس في فرنسا.

## وصلات خارجية
- لويز مونوت على موقع IMDb (الإنجليزية)
- لويز مونوت على موقع روتن توميتوز (الإنجليزية)
- لويز مونوت على موقع ألو سيني (الفرنسية)
- لويز مونوت على موقع أول موفي (الإنجليزية)
- لويز مونوت على موقع قاعدة بيانات الفيلم (الإنجليزية)
- لويز مونوت على موقع كينوبويسك (الروسية)